# Підгорна (Новокузнецький район)
Підго́рна (рос. Подгорная) — присілок у складі Новокузнецького району Кемеровської області, Росія. Входить до складу Сосновського сільського поселення.

## Населення
Населення — 1 особа (2010; 3 у 2002).
Національний склад (станом на 2002 рік):
- росіяни — 67 %
- чуваші — 33 %